# Jacek Tebinka
Jacek Leszek Tebinka (ur. 4 lipca 1964 w Poznaniu) – profesor nauk humanistycznych, profesor nadzwyczajny i kierownik Zakładu Historii Najnowszej i Myśli Politycznej XIX i XX wieku (Instytut Politologii Wydziału Nauk Społecznych Uniwersytetu Gdańskiego).

## Życiorys
Studia historyczne ukończył w 1988, a politologiczne w 1990. Jest autorem monografii Polityka brytyjska wobec problemu granicy polsko-radzieckiej 1939–1945 (Warszawa 1998). W 1999 otrzymał Nagrodę Ministra Edukacji Narodowej oraz nagrodę Porozumienia Wydawców Książki Historycznej KLIO. W 2012 odznaczony Złotym Krzyżem Zasługi.
Wspólnie z Markiem K. Kamińskim wydał zbiór dokumentów: Na najwyższym szczeblu. Spotkania premierów Rzeczypospolitej Polskiej i Wielkiej Brytanii podczas II wojny światowej (Warszawa 1999), a z Bogusławem Gogolem wspomnienia Leona Kozłowskiego Moje przeżycia w więzieniu sowieckim i na wolności w czasie wojny w Rosji Sowieckiej (Warszawa 2001). Spośród wielu artykułów i recenzji w czasopismach naukowych, które opublikował można wymienić:
- Służby specjalne Wielkiej Brytanii i Polski w XX wieku. Problem współpracy i rywalizacji,
- Czas XX wieku - nie tylko w polskiej perspektywie pod red. R. Wapińskiego, Gdańsk 2000
- Śmierć generała Władysława Sikorskiego w świetle nowych dokumentów brytyjskich, "Dzieje Najnowsze" 2001, nr 3 oraz
- Brytyjska propaganda wobec Polski 1947-1956, w: Media w PRL. PRL w mediach, Gdańsk 2004.

Przedmiotem jego zainteresowań są stosunki brytyjsko-polskie w XX wieku, rola służb specjalnych w dyplomacji oraz historia zimnej wojny.